# Kathedrale von Cayenne

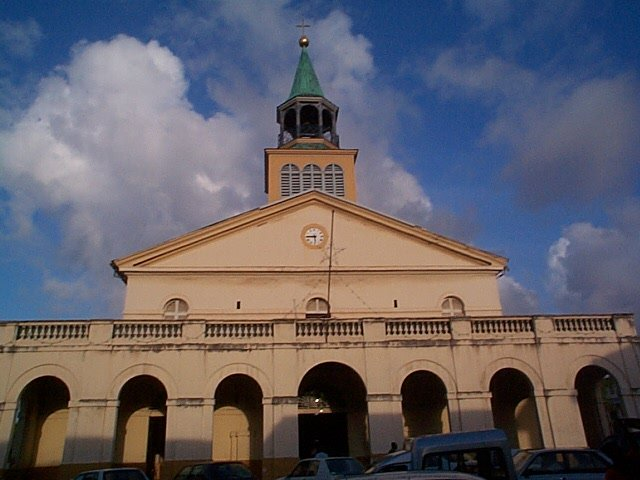
Die Fassade der Kathedrale vor der Renovierung

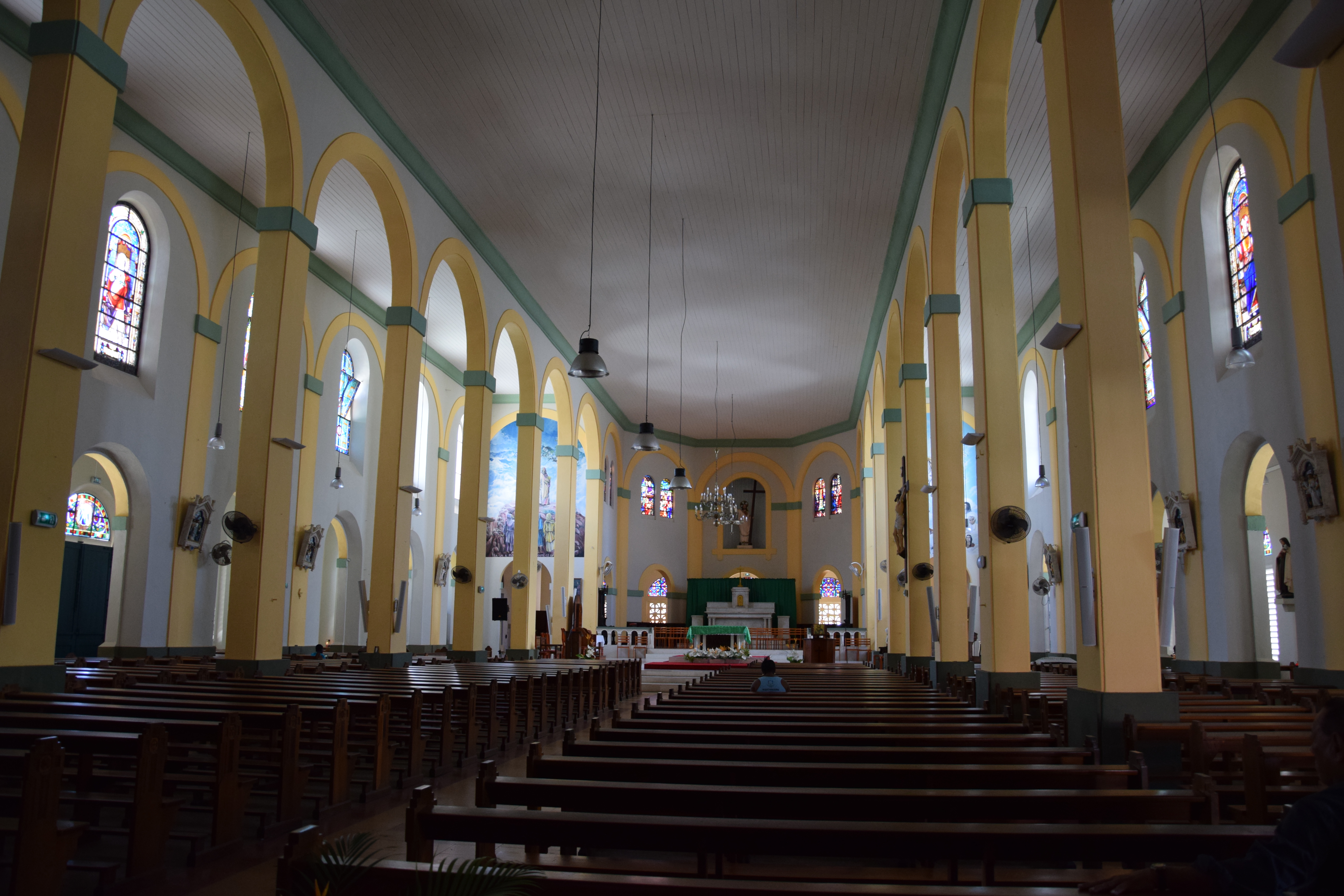
Innenansicht

Die Kathedrale Saint-Sauveur ist die Hauptkirche der Stadt Cayenne und die größte Kirche des französischen Überseedépartements Französisch-Guayana. Errichtet wurde das dem Heiland (frz. Saint Sauver) oder Erlöser gewidmete Gotteshaus in den Jahren von 1825 bis 1833 im Stil des Klassizismus. Es ist seit 1933 Sitz des Bistums Cayenne.

## Geschichte
Im Jahr 1823 fassten der Priester Nicolas Guiller und Pierre Bernard Milius, französischer Statthalter in Guayana, die Kirche Saint-Nicolas durch einen Neubau zu ersetzen. Die Arbeiten an der neuen Heilandskirche, die in behauenem Stein und Mauerwerk hochgezogen wurde, begannen 1825 und zogen sich bis 1833 hin. Aus dieser Zeit stammt auch der zweistöckige hölzerne Kirchturm. Der Altar, die Kanzel und der Beichtstuhl der Kapelle der Strafanstalt auf der Ilet la Mère wurden 1876 hierher transferiert.
1933 wurde die Kirche zur Kathedrale erhoben, ihre Weihe durch Pierre-Marie Gourtay, dem ersten Bischof von Cayenne, erfolgte am 9. November 1934.
In den Jahren 1952/54 wurde die Kirche unter der Leitung des Bauingenieurs Victor Toubi an ihrer Ostseite ergänzt und mit einem Polygon aus Stahlbeton verstärkt. Die Fenster, der Fußboden, das Gestühl sowie die Decke wurden dabei ersetzt.